# Rugby a 15 nel 1959
Nel 1959 l'evento principe del Rugby a XV è il Tour dei British Lions in Australia e Nuova Zelanda.
Tra gli altri eventi si segnalano:
- Il primo torneo tra nazionali del blocco comunista, denominata Coppa della Vittoria.
- Il match celebrativo per il 50° dello stadio di Twickenham.

## Attività internazionale

### Incontro Celebrativo per il 50° dello stadio di Twickenham
| Londra 17 ottobre 1959 | Inghilterra e Galles | 26 – 17 | Scozia e Irlanda | (Twickenham) |

### Altri test
Si intensificano sempre più gli incontri tra squadre europee minori
| Heidelberg 15 marzo 1959 | Germania Ovest | 19 – 14 | Spagna |  |

| Bruxelles 18 marzo 1959 | Belgio | 13 – 17 | Spagna |  |

| Hannover 30 marzo 1959 | Germania | 0 – 27 | Francia XV |  |

| Bruxelles 19 aprile 1959 | Belgio | 29 – 0 | Paesi Bassi |  |

| Braine 2 maggio 1959 | Fiandre | 3 – 5 | Belgio |  |

| Katowice 14 maggio 1959 | Polonia | 6 – 0 | Belgio |  |

| Heidelberg 13 settembre 1959 | Germania Ovest | 39 – 0 | Paesi Bassi |  |

| Suva 26 settembre 1959 | Figi | 11 – 14 | Tonga | Buckhurst Park |

| Bucarest 27 settembre 1959 | Romania | 38 – 6 | Germania Est |  |

| Copenaghen 4 ottobre 1959 | Danimarca | 6 – 8 | Svezia |  |

| Liegi 16 ottobre 1959 | Belgio | 6 – 8 | Germania Ovest |  |

| Braunschweig 24 ottobre 1959 | Germania Ovest | 8 – 9 | Polonia |  |

| Lilla 25 ottobre 1959 | Fiandre | 14 – 3 | Belgio |  |

| Jambes 20 dicembre 1959 | Ile de France B | 16 – 3 | Belgio |  |

| Berlino luglio 1959 | Germania Est | 0 – 0 | Cecoslovacchia |  |

| Weibenfels luglio 1959 | Germania Est | 3 – 3 | Cecoslovacchia |  |

| Francoforte sul Meno luglio 1959 | Germania Est | 14 – 8 | Polonia |  |

## La nazionale italiana
Poco spazio per la nazionale italiana che rimedia una sonora batosta dalla Francia in quel di Nantes: ormai lo slancio degli anni precedenti è completamente perso.
| Arbitro: | N.Parkes |

| |           |  |
| 3' m. Moncia 15' cp Labazuy 25' m. Rancoule tr. Labazuy 38' m. Dupuy 66' m. Dupy tr. Labazuy 74' m. Bouquet | Marcatori |  |

## I Barbarians
Nel 1959 la squadra ad inviti dei Barbarians ha disputato i seguenti incontri:
| Londra 4 marzo 1959 | Blackheath | 8 – 21 | Barbarians |  |

| Northampton 5 marzo 1959 | East Midlands | 8 – 21 | Barbarians |  |

| Leicester 28 dicembre 1959 | Leicester Tigers | 9 – 17 | Barbarians | Welford Road |

## Campionati nazionali
| Sudafrica            | Currie Cup               | Western Province  |
| Nuovo Galles del Sud | Shute Shield             | Randwick          |
| Argentina            | Camp. di Buenos Aires    | Buenos Aires      |
|                      | Argentino 1959           | Provincia         |
| Francia              | Campionato               | Racing Parigi     |
|                      | Challenge Yves du Manoir | Dax               |
| Inghilterra          | Campionato delle Contee  | Warwickshire      |
| Italia               | Campionato               | Fiamme Oro Padova |
| Romania              | Campionato               | Grivitza Rose     |
| Portogallo           | Coppa                    | Belenenses        |
| Spagna               | Copa del Rey             | UE Santboiana     |
| Canada               | Provinciale              | British Columbia  |